# ウサギの足

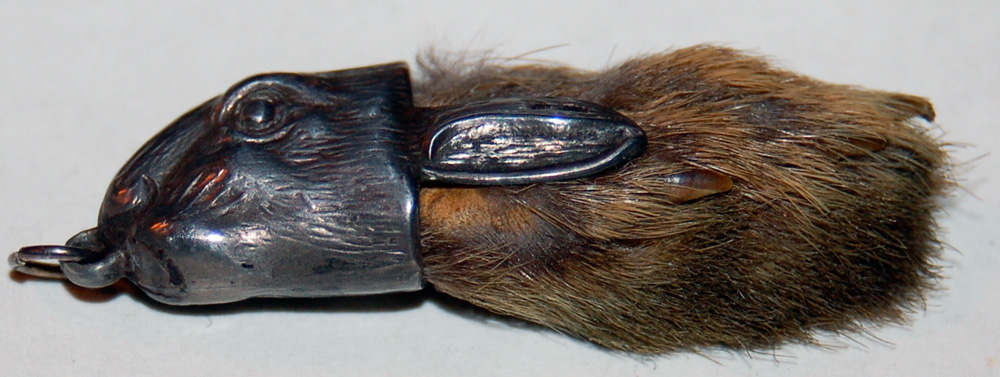
実際のウサギの足と銀製工芸部品を組み合わせて作られた「兎の足」

ウサギの足（ラビッツ・フット）（うさぎのあし、英語： the rabbit's foot）は、お守りの一種。ラビットフット（rabbit foot）とも。
不思議な力が宿るとされる“ウサギの後ろ足（足先）”を主体として、留め具を取り付け、携帯所持しやすいように加工したものである。現在では、実際のウサギの足を用いることは稀で、イミテーション（フェイクファー）を用いてキーホルダーやストラップの形で売られることが多い。ふわふわした毛のみを丸めて作ったものはチャーム（飾り）として、お守りの「ラビッツ・フット」としてではなくファッションとしてアクセサリーとして持たれることもある。
アメリカやイギリス、メキシコなどで人気が高い。欧州大陸ではあまり知られていない。1940年代 - 1960年代にアメリカのヒッチハイカーやバイク乗りたちの間で流行した。

## 由来

### 由来
ウサギは多産で非常に繁殖力が高い動物であり、生命力のシンボルであるとされ、ウサギの足を持つことが多産と繁栄の恵みをもたらすからという由来や、アナウサギが穴の中に巣をもつことから、ウサギが聖霊たち（当時は聖霊は地下に住むと信じられていた）と交流していた動物であるからという由来からきているとされる。

### もうひとつの由来
イギリスのウェールズでは、現在も、赤ん坊の頭をラビッツ・フットで擦る習慣が残るという。これについては、イギリスの兎足王と呼ばれた王に踏みつけにされた土地の記憶を忘れるなという意味であるとする説と、単にウサギが足の速さで敵から逃げおおせる幸運を授けるのだという説がある。

### 反論
欧州では、中世以降、キリスト教の狂気的な異教排除（魔女裁判・異端審問）の嵐の中、キリスト教以前の欧州古来の春の女神と結びつくウサギもその影響をまぬがれなかった（うさぎ（欧米におけるモチーフとしてのうさぎ）参照）。ラビッツ・フットに関しても、ウサギは魔女（つまり、キリスト教でない信仰を持つ男女、あるいは土着信仰の神々）に属するから、ウサギの足を切り取ったものを持っているのは魔女を狩り殺した証（自らは異端教徒でなく、権力とキリスト教に従順である証）であるからだいう話が広まっている。
ラビッツ・フットは欧州大陸では一般的ではなく、中世以降のイギリスとイギリスから移住したピューリタンが作った国アメリカ（及びアメリカに隣接する近年のメキシコ）で著しく広まったものである。そして欧州大陸では本来はウサギは春の女神の使者であることを考えると、その生存の要たる足のみを切り取って持ち歩くというのは、土着信仰のトーテミズムによる動物の身体能力を取り込む信仰の結果ではなく、逆にそれを信仰することを否定し排除する意図による産物とみる説も一定の説得力を持つ。
これと関連して、キリスト教的価値観から後付されたとみられる由来がいくつかある。
たとえば、ウサギは地下に穴を掘って暮らしているため、地下の霊と交流しており、そのためにウサギが信仰されて呪物となったというもの。これの発端は、魔女狩りをする際に魔女を定義するために用いられた考え方であるため、これをただちに古代欧州人の自然信仰の考え方だとする立場は、キリスト教的価値観からみた現代的な解釈である可能性がある。キリストはどんな動物にも擬態しないしどんな動物も使役しない。そこで、キリストの神ではない信仰と関わりの深い動物と交流するのは悪魔の証になるとして、さまざまな生物がそのように異界と交流を持つと意味づけられることになり、結果として誰かを魔女とする理由となった。空を飛ぶ哺乳類であるコウモリなどもそうであるし、人間のように年を取ると髭が生える山羊、足が生えたり尻尾が消えたりして水陸自在に生きるカエルも同様であり、孔雀などもオスのあの尾羽が目のようで不吉であるなどとされた。いずれも、たとえば髭が成人の証となるイスラム世界を想起させたり、道教において月にすむウサギやカエルや朱雀、その他ギリシャ神話などで神が化けたりする動物であり、キリスト以外の神々や宗教を思い起こさせる動物である。魔女裁判のときに作り出した有罪理由を、それが影をひそめた現代になって、そういう信仰がもともとあったのだとしているにすぎない。そして、穴を掘って暮らすのは小型のアナウサギ（rabbit）であり、大型で食用に向くノウサギ（hare）は穴の中で生活はしない。ハンティングの対象はノウサギのほうである。
同様に、ウサギは眼を見開いたまま生まれてくるので、悪魔の力から防御する力があるなどとしていることがある。世界には目と口を開いて威嚇するという魔除け人形などの例がないこともない。たとえば日本の寺社の門にある金剛力士像などは目を剥いて口を開ける（目を剥いて口をきつく引き結んたものと阿吽の対をなし）造形がなされている。しかし、ウサギの中で目が開いているのは穴で暮らさないノウサギの仲間であって、アナウサギのほうは目は閉じて生まれてくる。もし、生まれたときに開いているノウサギ（hare）の目になんらかの力を感じるのであれば、そのときの呪物はrabbit footではなくhare eyeでなければおかしいであろう。目を見開いたまま生まれてくるのは異端であり、これもまた魔女裁判のときに作り出した有罪理由を、それが影をひそめた現代になって、そういう信仰がもともとあったのだとしているにすぎない。

## 作品への登場
米イリノイ州生まれの作家アーネスト・ヘミングウェイは、長年の間に擦り減って毛がなくなったラビッツ・フットをポケットに入れていたと記述している。ダニエル・キイスのSF小説『アルジャーノンに花束を』の中で、主人公チャーリー・ゴードンの持ち物として登場している。ゲーム『レッド・デッド・リデンプション』でも登場。1958年のエルヴィス・プレスリーのシングル『恋の大穴』では、ウサギの足をお守りとして手首に巻くというフレーズが登場する。米映画ミッション:インポッシブル3では犯罪組織による生物兵器のコードネームとして扱われている。そのほか、アメリカでは映画やドラマにあえて非白人の非キリスト教者の持ち物として登場させ、白人が拾ったり盗んだりして手にして一気にツキが回ってくる幸運グッズとして登場することがある。1931年の映画『街の灯』（チャールズ・チャップリン監督・主演）では、試合前の黒人のボクサーが勝利のための験担ぎに使っていたウサギの足を、主人公の男も借りて同様に勝利を祈願するが、黒人のボクサーはノックアウトされて戻ってくるというギャグがある。